# Syllegomydas berlandi
Syllegomydas berlandi är en tvåvingeart som beskrevs av Seguy 1941. Syllegomydas berlandi ingår i släktet Syllegomydas och familjen Mydidae.
Artens utbredningsområde är Marocko. Inga underarter finns listade i Catalogue of Life.